# Passione mortale
Passione mortale (Into the Fire) è un film canadese-statunitense del 1988 diretto da Graeme Campbell. Il film è stato distribuito in VHS dalla Vestron Video International con il titolo Brividi.

## Trama
Un giovane uomo giunge presso la "Wolf Lodge", una grande dimora abitata da Rosalind e Liette, due donne molto belle ma anche molto pericolose.